# Вулиця Небесної Сотні (Ніжин)
Вулиця Небесної Сотні — вулиця міста Ніжина. Пролягає від вулиці Гоголя до Ліцейського мосту. У північному напрямку (після перетину річки Остер) змінюється площею Гоголя.
До вулиці прилягають вулиці Гребінки, Братів Зосим.

## Історія
Виникла у межах Ніжинського замку XVII—XVIII століть. До 1830-х років була тупиковою, після відкриття Ніжинської гімназії вищих наук, через річку Остер було збудовано Ліцейський міст і вулиця отримала вихід на правий берег до Нового міста. На вулиці розташовані Купецький будинок (Будинок Ніжинського грецького магістрату), Садиба М. Я. Макарова, комплекс споруд Благовіщенського монастиря (на розі з вулицею Гоголя була розташована дзвіниця монастиря, не збереглася). У будинку № 14 в 1943—1977 роки розташовувалося Ніжинське культурно-освітнє училище, будинку № 18 — жіноча гімназія А. Ф. Крестинської (тепер Ніжинський фаховий медичний коледж).
У 1922 році «1-а Ліцейська вулиця» перейменована на «вулицю Леніна» — на честь російського диктатора, революціонера, радянського політичного та державного діяча Володимира Леніна.
У 1955 році Ніжинська музична школа була переведена з будинку № 6 вулиці Гоголя до будинку № 9 вулиці Луначарського. 1968 року школу було переведено до спеціально збудованого нового 2-поверхового будинку № 9А вулиці Щорса.

## Забудова
Вулиця пролягає у північно-західному напрямку паралельно вулиці Стефана Яворського. Парна та непарна сторони вулиці зайняті садибною, малоповерховою (2-поверхові будинки) житловою забудовою, комплексом споруд Благовіщенського монастиря.
Установи:
1. будинок № 18 — корпус № 1 Ніжинського спеціального медичного коледжу

Пам'ятники архітектури, історії:
1. будинок № 11 — Садиба М. Я. Макарова — архітектури та історії
2. будинок № 13 — Готель для паломників — архітектури
3. будинок № 18 — Будинок О. І. Левченка — архітектури
4. будинок № 14 — Будинок, де розміщувався штаб 5-го окремого зенітно-кулеметного батальйону — історії